# Institut libre d'éducation physique supérieur
L'ILEPS - École Supérieure des Métiers du Sports et de l’Enseignement est une école supérieure privée française fondée en 1944. Elle est située sur le campus de l'Institut Polytechnique Saint-Louis à Cergy-Pontoise.
Par sa formation en Sciences et Techniques des Activités Physiques et Sportives, elle forme de futurs entraîneurs et managers, dans le secteur du sport et des loisirs. Elle forme aussi des professeurs d'éducation physique et sportive du second degré.
Par sa formation en Sciences de l'éducation, elle forme des futurs professeurs des écoles du premier degré.
Elle accueille aussi une section de recherches et d'innovations dans les domaines du sport et de l'enseignement.

## Historique
Créé en 1944, l'ILEPS est un institut de l'enseignement supérieur libre qui fonde ses valeurs tant dans les processus de formation que dans les débats scientifiques et techniques. L'ILEPS est constitué en association loi de 1901 à but non lucratif. Depuis 1991, l'école est implantée au cœur de l'agglomération de Cergy-Pontoise. Elle est membre fondatrice de l'Institut polytechnique Saint-Louis et du Pôle de recherche et d'enseignement supérieur de Cergy-Pontoise Val-d'Oise.
L'ILEPS est un établissement composant de CY Cergy Paris Université, établissement public à caractère scientifique, culturel et professionnel expérimental, créé par décret le 28 octobre 2019. L'école délivre des diplômes universitaires reconnus par le Ministère de l'Enseignement supérieur.
L’ILEPS est labellisé Etablissement d’Enseignement Supérieur Privé d’Intérêt Général (EESPIG).

## Diplômes préparés et formations proposées
L'ILEPS est composé de plusieurs pôles : le pôle Management du sport et le pôle Éducation et Motricité. Elle propose également des formations en alternance.
Elle prend aussi part aux Championnats Universitaires de la FFSU pour les sports comme le football, le handball, le basketball, le volleyball et les sports individuels comme le tennis.

L'école possède un bureau des étudiants qui est élu chaque année universitaire par l'ensemble des étudiants et des formateurs de l'ILEPS.

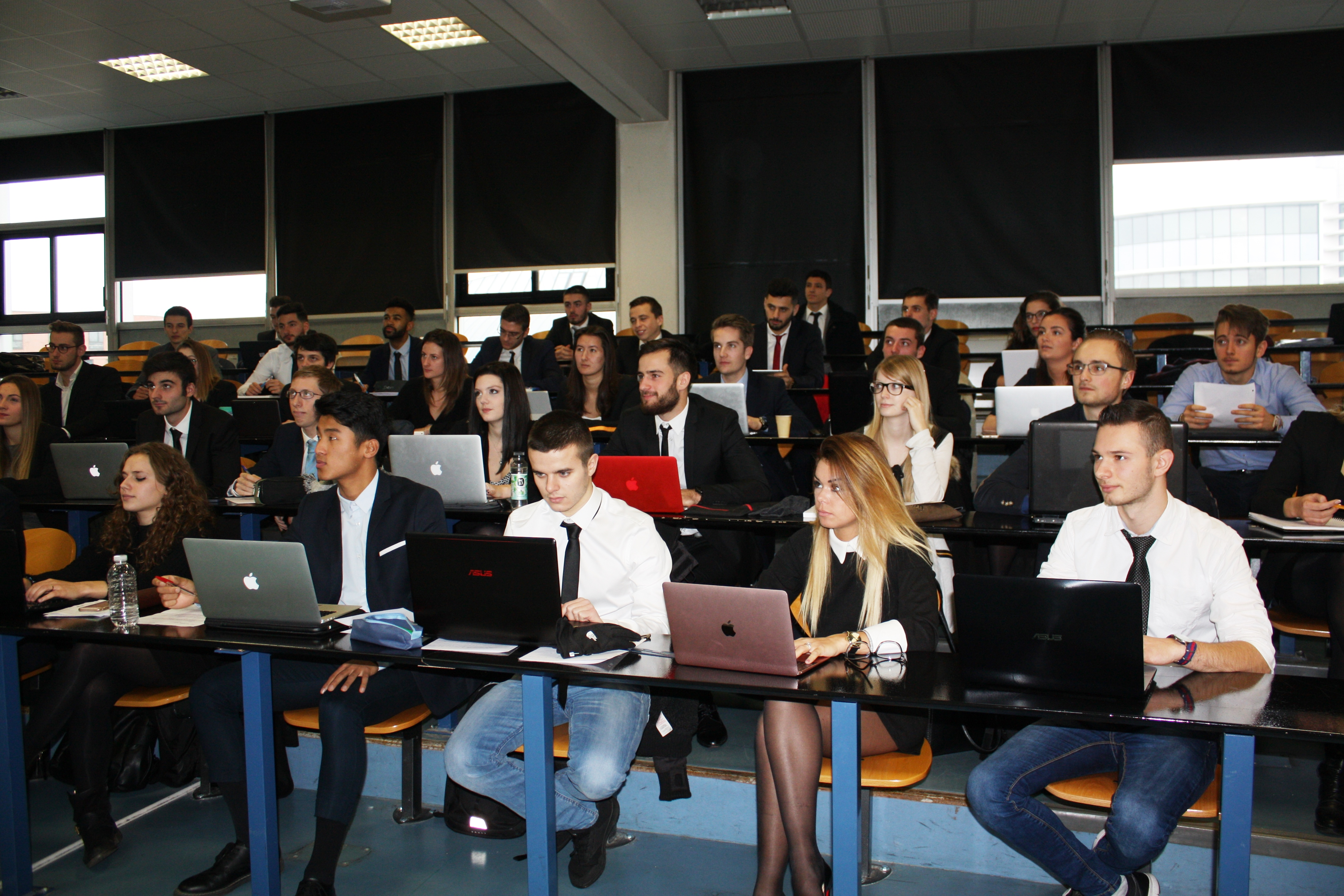
Cours de management en amphi à l'Ileps

### Programme Management
Le pôle Management du sport prépare les étudiants à devenir des managers dans le secteur sportif : Chef de projet événementiel, responsable marketing d'une marque, ou encore gestionnaire d'infrastructure sportive.
- Niveau 6 (Bac + 3) :
  - Licence STAPS mention Management du Sport[4].
  - Licence professionnelle Commercialisation des Produits et des Services Sportifs (en alternance en L2-L3).
- Niveau 7 (Bac +5) :
  - Master économie-gestion, Sciences du Management et Métiers du Sport (SMMS)[5]. Cette formation reconnue [6] est disponible sous deux statuts :
    - stagiaire : l'étudiant dispose d'une convention de stage alterné avec l'entreprise.
    - apprenti : contrat d'apprentissage[7] et rémunéré par l'entreprise.

### Programme Éducation
Le pôle Éducation et Motricité prépare aux métiers de l'enseignement à travers la préparation aux concours de recrutement des professeurs d’EPS tél que le CAFEP, le CAPES-EPS, et l'Agrégation. L'ILEPS prépare aux concours en convention avec l'IUFM de Versailles.
- Niveau 6 (Bac +3) :
  - Licence STAPS mention Éducation et Motricité.
  - Licence Science de l’Éducation.
- Niveau 7 (Bac +5) :
  - Master 2nd degré Métiers de l'Enseignement de l’Éducation et de la Formation mention Education Physique et Sportive.

L'ILEPS propose également un DU Podologie, biomécanique et Sport et un DU d'Ostéopathie du sport.